# Paikauhale
Paikauhale (τ Scorpii) és un estel de la constel·lació meridional del zodíac de l'Escorpió. La seva magnitud visual aparent és de +2,8, i les mesures de paral·laxi donen una estimació de distància d'uns 470 anys llum (150 parsecs) de la Terra.